# Kamla Persad-Bissessar

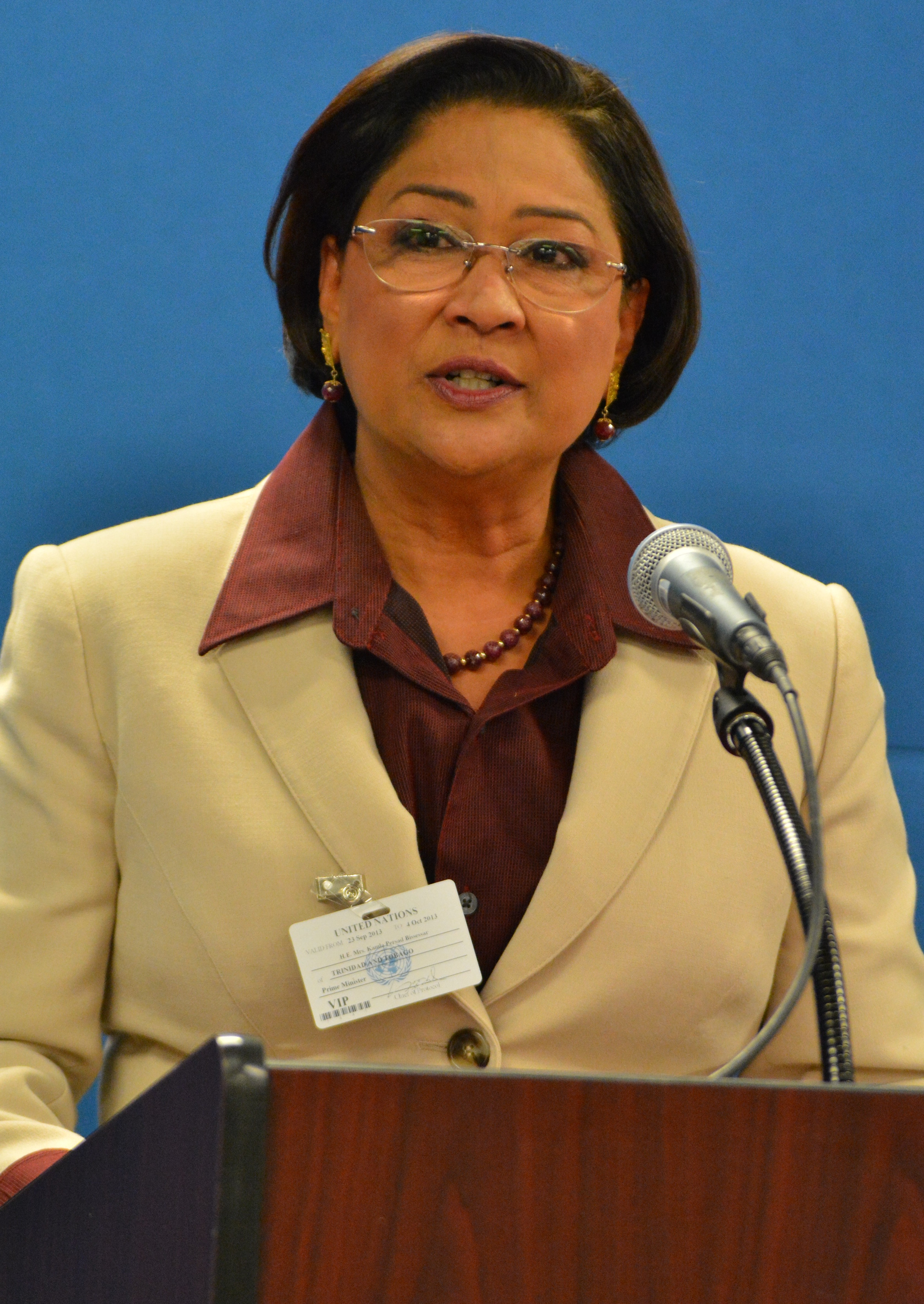
Kamla Persad-Bissessar (2013)

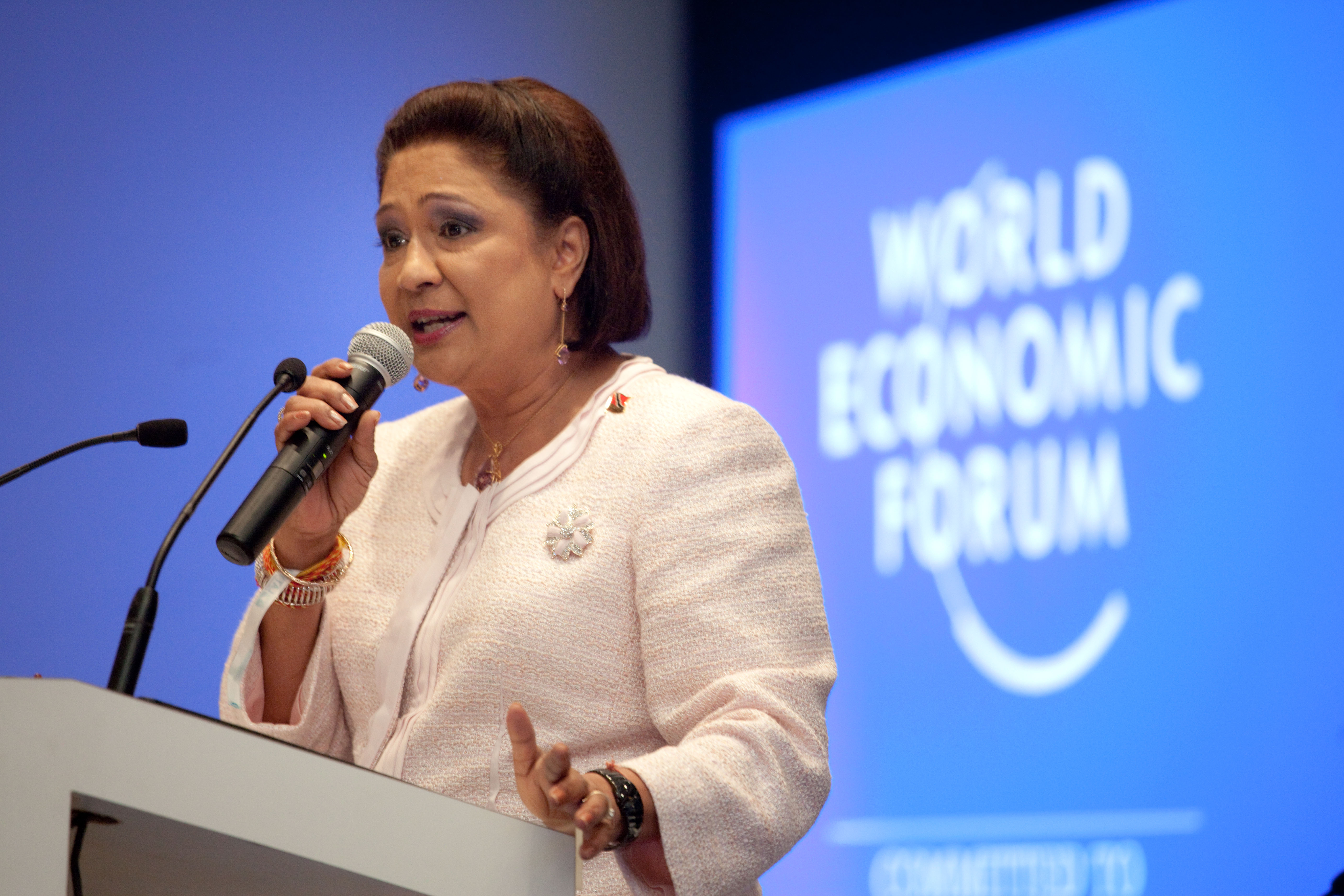
Kamla Persad-Bissessar (2011)

Kamla Persad-Bissessar (* 22. April 1954 in Siparia) ist eine trinidadische Politikerin. Sie gehört der Partei United National Congress (UNC) an. Seit den Wahlen 2025 ist sie Premierministerin des Landes, ein Amt, das sie bereits von 2010 bis 2015 innehatte.

## Frühe Jahre
Persad-Bissessar besuchte die Erin Road Presbyterian School, die Siparia Union Presbyterian School und die Iere High School in Siparia. Nach ihrer Schulzeit studierte sie unter anderem an der University of the West Indies Rechtswissenschaften.

## Karriere
Seit 1995 sitzt Persad-Bissessar als Abgeordnete im Parlament von Trinidad und Tobago. Von 1995 bis 1996 sowie 2001 war sie Attorney General des Landes.
Am 24. Mai 2010 gewann sie bei den Wahlen zum Repräsentantenhaus mit ihrer Fünf-Parteien-Koalition People’s Partnership. Persad-Bissessar ist Vorsitzende der Partei United National Congress (UNC). Als Regierungschefin löste sie ihren Vorgänger Patrick Manning ab. Im November 2011 verkündete sie im Rahmen einer Pressekonferenz, dass Sicherheitskräfte einen Anschlag auf sie und andere Mitglieder der Regierung vereitelt hätten. Im Zuge nachfolgender Ermittlungen wurden 17 Personen verhaftet, mussten aber im Dezember mangels Beweisen wieder freigelassen werden. Die Hintergründe der Affäre wurden nie aufgeklärt. Die Opposition und einige Medien äußerten den Verdacht, die Anschuldigungen hätten dazu gedient, einen damals geltenden Ausnahmezustand über das geplante Ende hinaus zu verlängern. 2012 wurde ihr der Pravasi Bharatiya Samman verliehen, eine Auszeichnung des indischen Staates für verdiente Personen der indischen Diaspora. 2015 verlor ihre Partei die Wahl zum Repräsentantenhaus. Zwei Tage nach der Wahl wurde ihr Nachfolger, Keith Rowley, vereidigt. Bei der Wahl 2020 trat sie erneut als Spitzenkandidatin der UNC an und verlor knapp, wiederum gegen die PNM unter Rowley. Bei den Wahlen 2025 trat sie erneut als UNC-Spitzenkandidatin an. Die UNC gewann die Wahl, und Persad-Bissessar wurde erneut Premierministerin Trinidads.

## Privates
Persad-Bissessar ist verheiratet und hat einen Sohn. Sie ist entstammt einer hinduistischen Familie, ist aber baptistisch getauft. Ihr Mann ist presbyterianischen Glaubens.

## Auszeichnungen

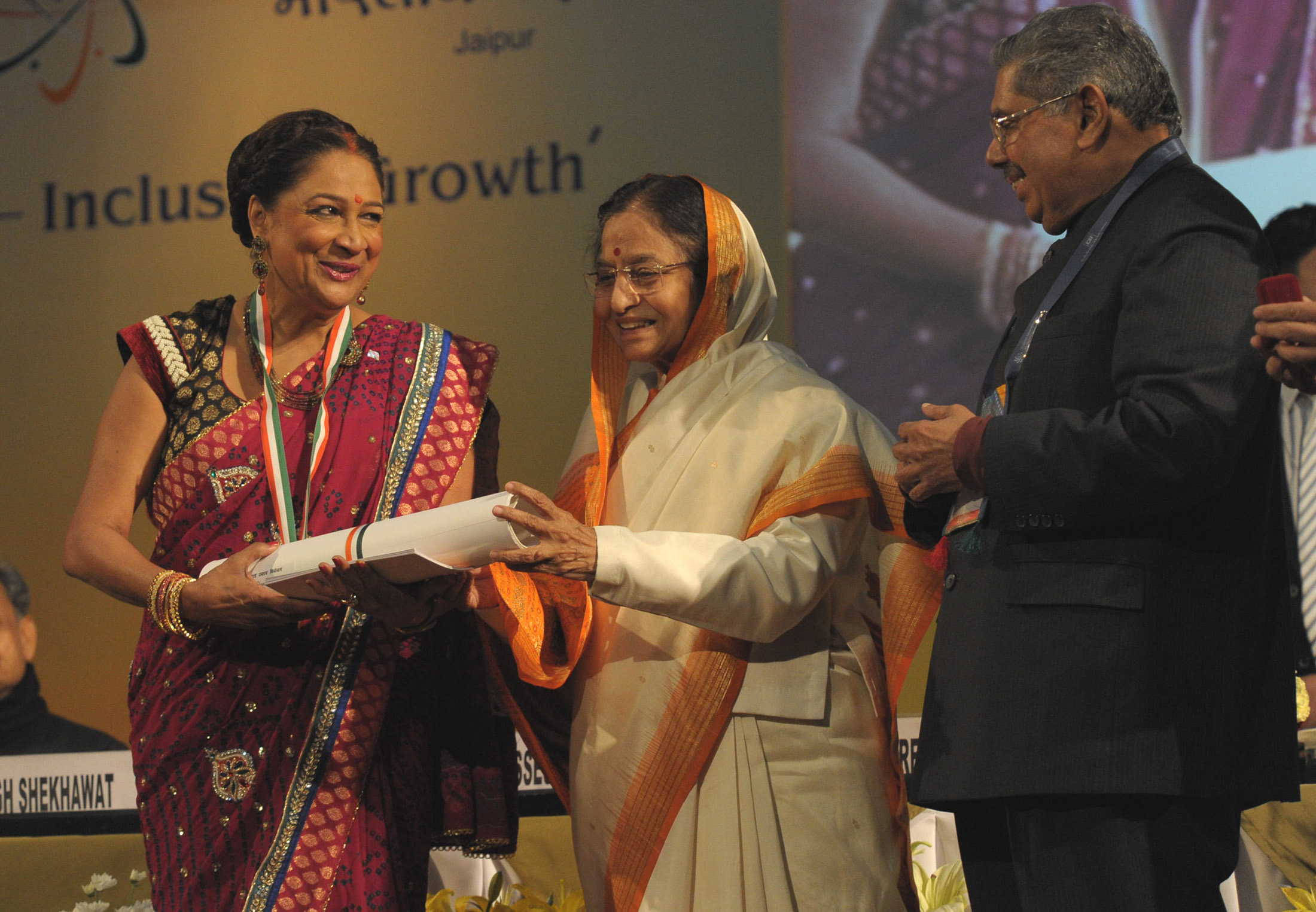
Verleihung des Pravasi Bharatiya Samman (2012)

- 2012: Pravasi Bharatiya Samman